# Iglesia Episcopal de San Bartolomé (Manhattan)
La Iglesia Episcopal San Bartolomé (en inglés: St. Bartholomew's Church) es una iglesia histórica ubicada en Nueva York, Nueva York. La Iglesia Episcopal San Bartolomé se encuentra inscrita  en el Registro Nacional de Lugares Históricos desde el 16 de abril de 1980. El arquitecto Bertram Goodhue y el estudio McKim, Mead & White fueron los encargados del diseño de la Iglesia Episcopal San Bartolomé.

## Ubicación
La Iglesia Episcopal San Bartolomé se encuentra dentro del condado de Nueva York en las coordenadas 40°45′26″N 73°58′25″O / 40.757222, -73.973611.